# Santuario di Nikko
Nikkō Tōshō-gū (日光東照宮?) è un santuario shintoista dedicato a Tokugawa Ieyasu, il fondatore dello shogunato Tokugawa, ultimo shogunato del Giappone. Costruito in origine nel 1617, durante il periodo Edo, mentre il figlio di Ieyasu, Hidetada, era shogun, fu ampliato ai tempi del terzo shogun, Iemitsu. È stato completato nel 1636. Il santuario è nella città di Nikkō nella prefettura di Tochigi nel nord della regione di Kantō sull'isola di Honshū ed è un Patrimonio dell'umanità dell'UNESCO. Nel santuario Interno, situato in cima a circa 200 gradini, sono conservati i resti di Ieyasu.

## Storia
Nel periodo Edo, lo shogunato Tokugawa organizzava processioni da Edo al santuario di Nikko. Gli annuali festival del santuario, in primavera e autunno, derivano da questa antica usanza e sono conosciuti con il nome di Processioni di mille guerrieri.
Il santuario fu probabilmente visitato dal fisico statunitense Richard Feynman, che utilizzò uno dei portali come esempio di simmetria quasi perfetta come conclusione della prima parte delle sue celebri lezioni di fisica (1963). Feynman descrive il santuario di Nikko come un'opera quasi simmetrica, esattamente come l'intero edificio della fisica.

## Architettura
Cinque strutture del santuario di Nikko, due spade conservate nel santuario e altri oggetti, sono classificate come Tesoro nazionale del Giappone e come importanti proprietà culturali. Famose costruzioni appartenenti al santuario includono lo Yomei-mon, un portale conosciuto anche come Higurashi-no-mon. Bassorilievi e colori sgargianti decorano la superficie delle facciate del portale. Un'altra entrata è il Kara-mon, così chiamato per le decorazioni in stile cinese, colorate di bianco. Una scultura raffigurante un gatto che dorme si dice sia opera di Hidari Jingorō.
La scuderia dei cavalli sacri del santuario presenta una decorazione raffigurante le tre scimmie sagge (in giapponese 三猿, sanzaru, oppure 三匹 の猿, sanbiki no saru), chiamate Mizaru (見猿, ossia "non vedere il male"), Kikazaru (聞か猿, "non ascoltare il male") e Iwazaru (言わ猿, "non parlare del male"), simbolo tradizionale della cultura giapponese. Centinaia di gradini di pietra guidano attraverso la foresta di cryptomeriae dov'è situato il santuario con la sepoltura Ieyasu. Un torii in cima alla scalinata mostra scritture attribuite all'imperatore Go-Mizunoo. Un'urna di bronzo contiene i resti di Tokugawa Ieyasu.

## Galleria d'immagini

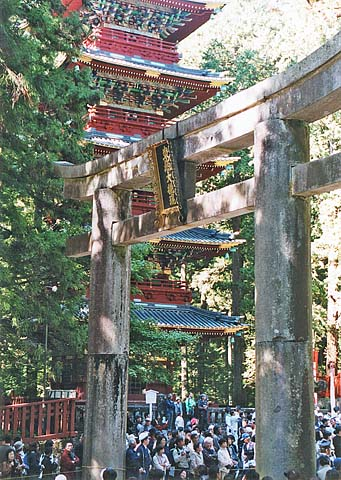
Torii e pagoda all'entrata del santuario
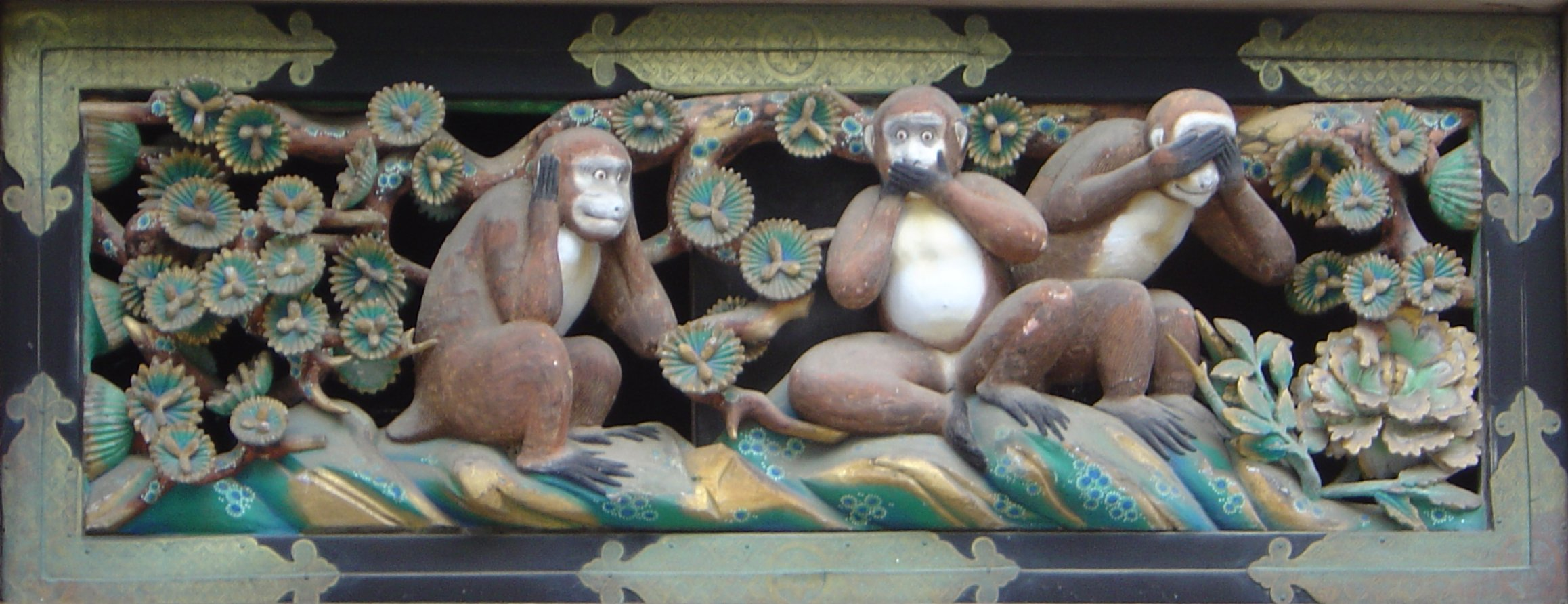
Le tre scimmie sagge: non vedo, non sento, non parlo
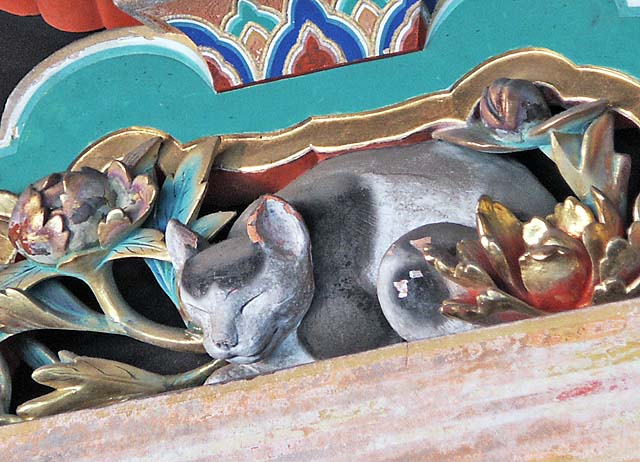
Gatto dormiente
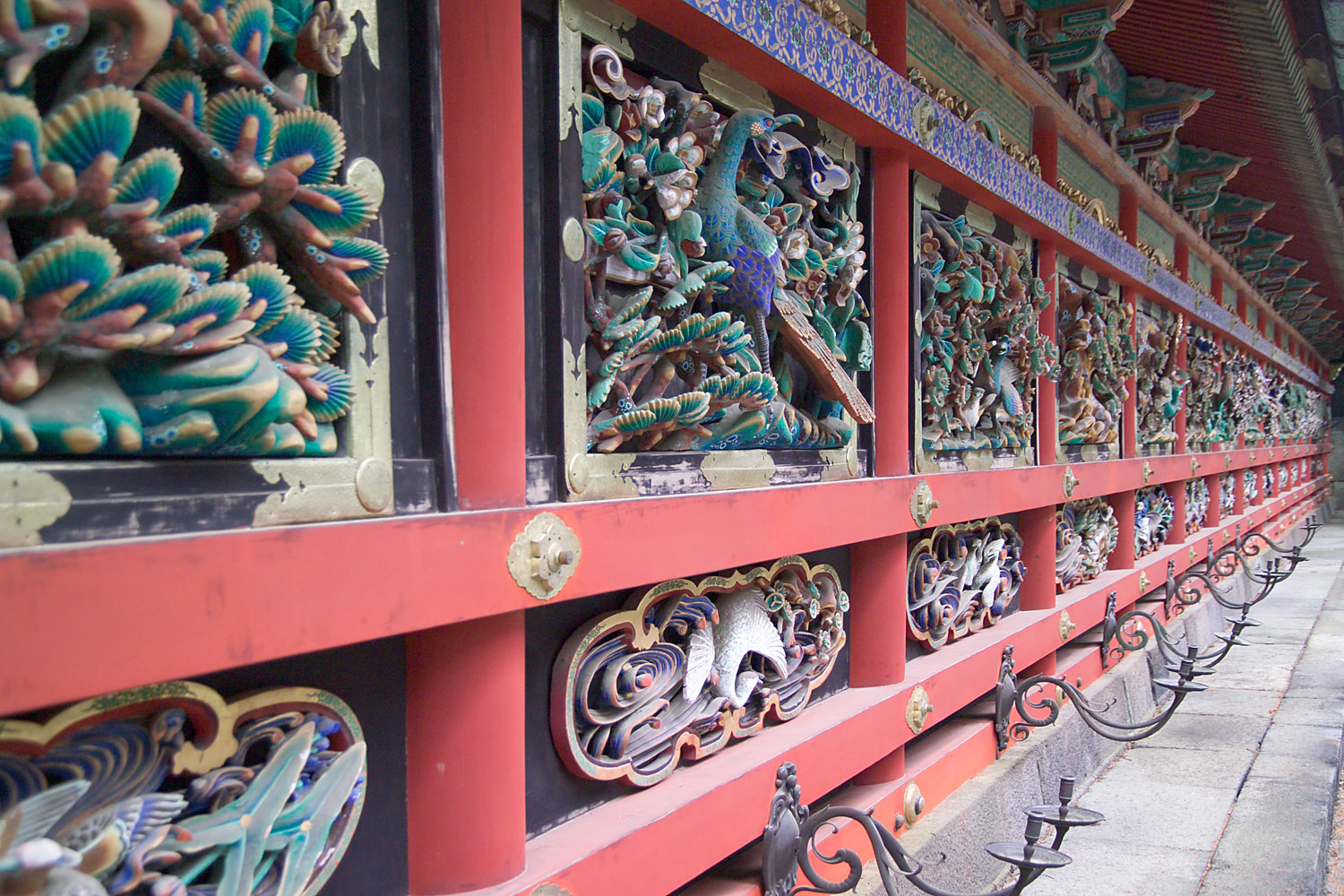
Decorazioni sullo Yomei-mon
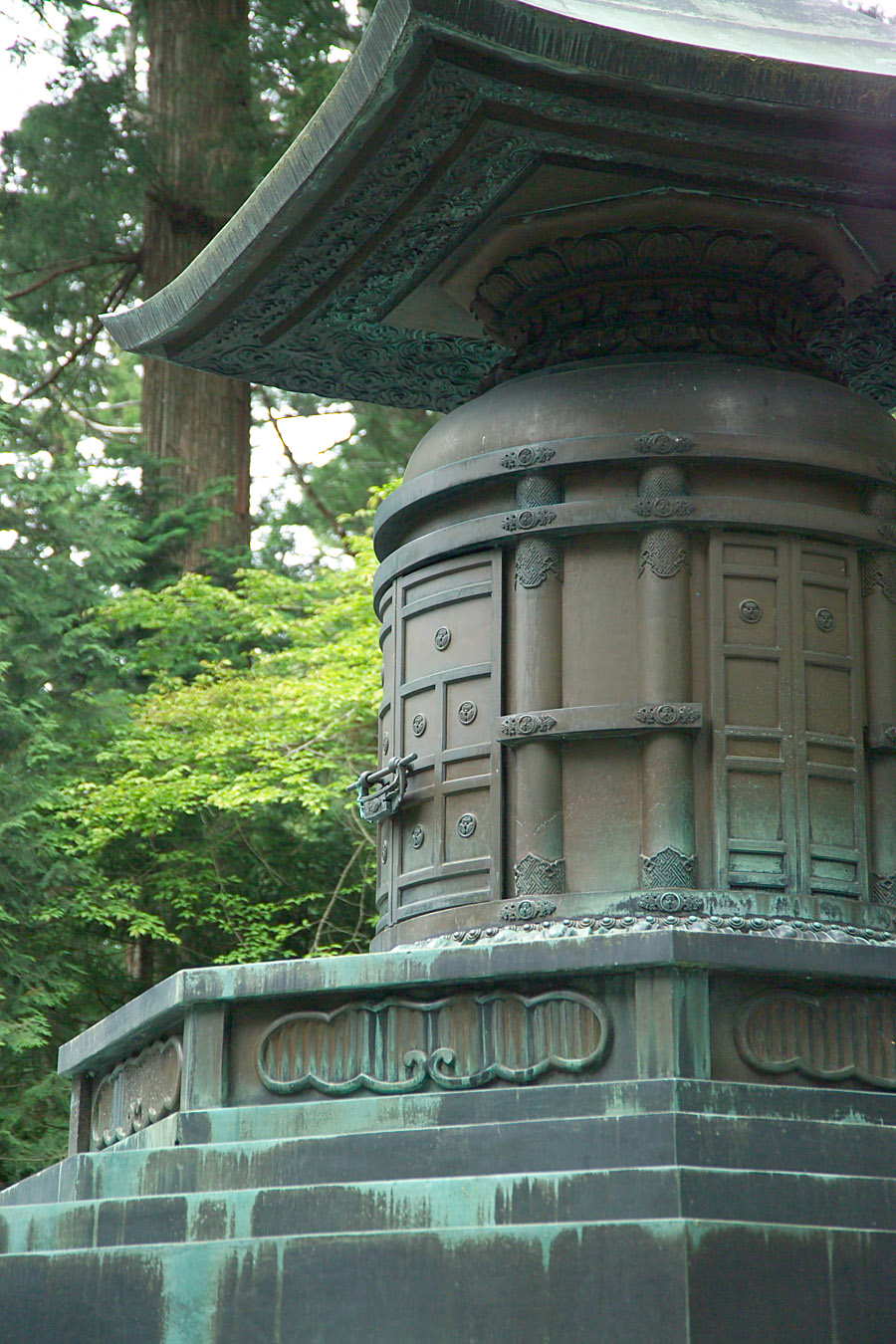
Urna contenente i resti di Tokugawa Ieyasu
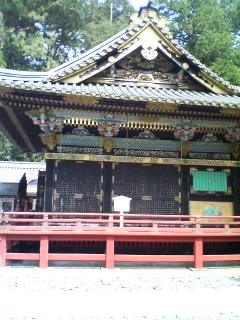
Kagura-dono, sala dedicata alle danze sacre shintoiste in onore degli dèi
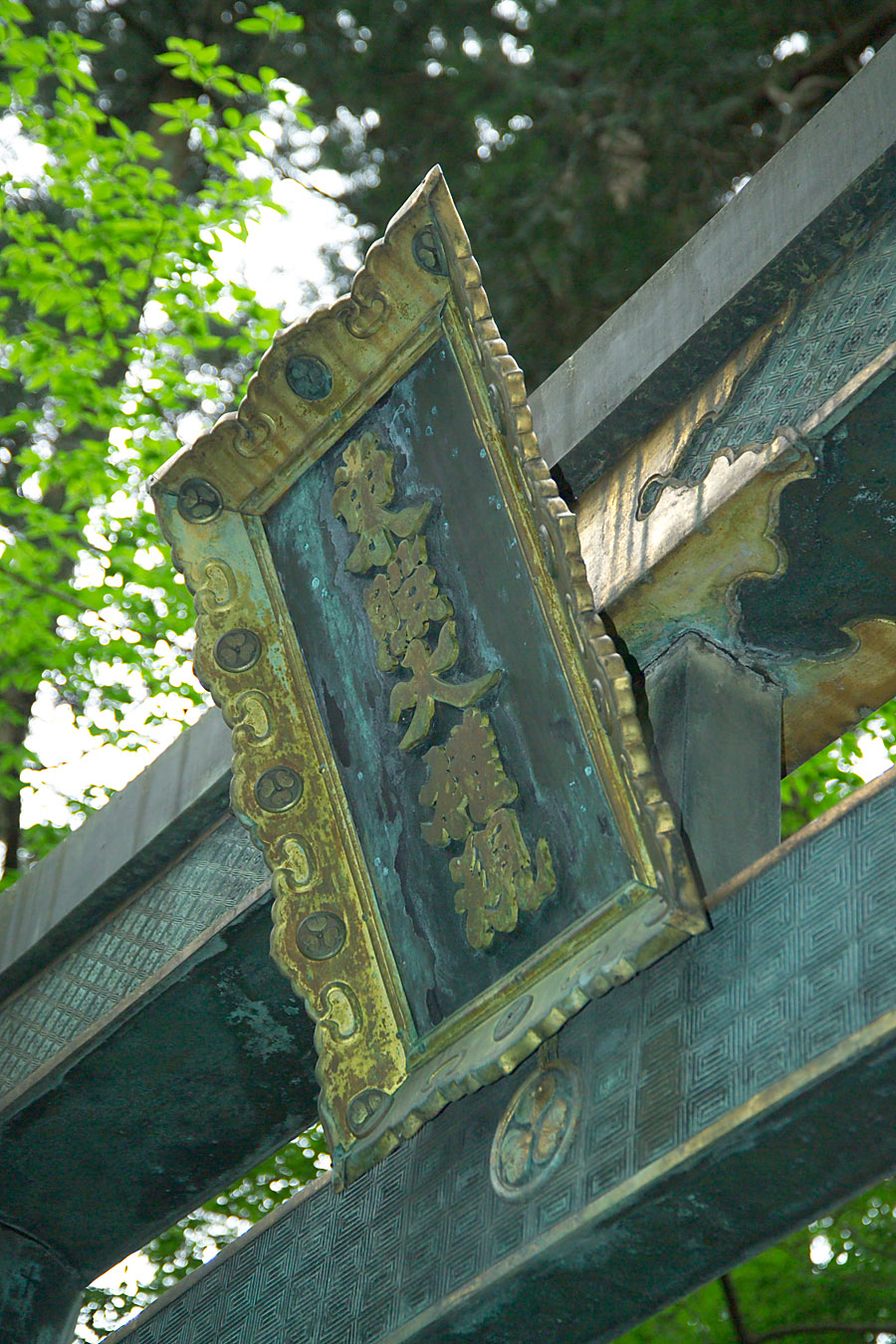
Tōshō Dai-Gongen (東照大権現) su un torii. Attribuita all'imperatore Go-Mizunoo
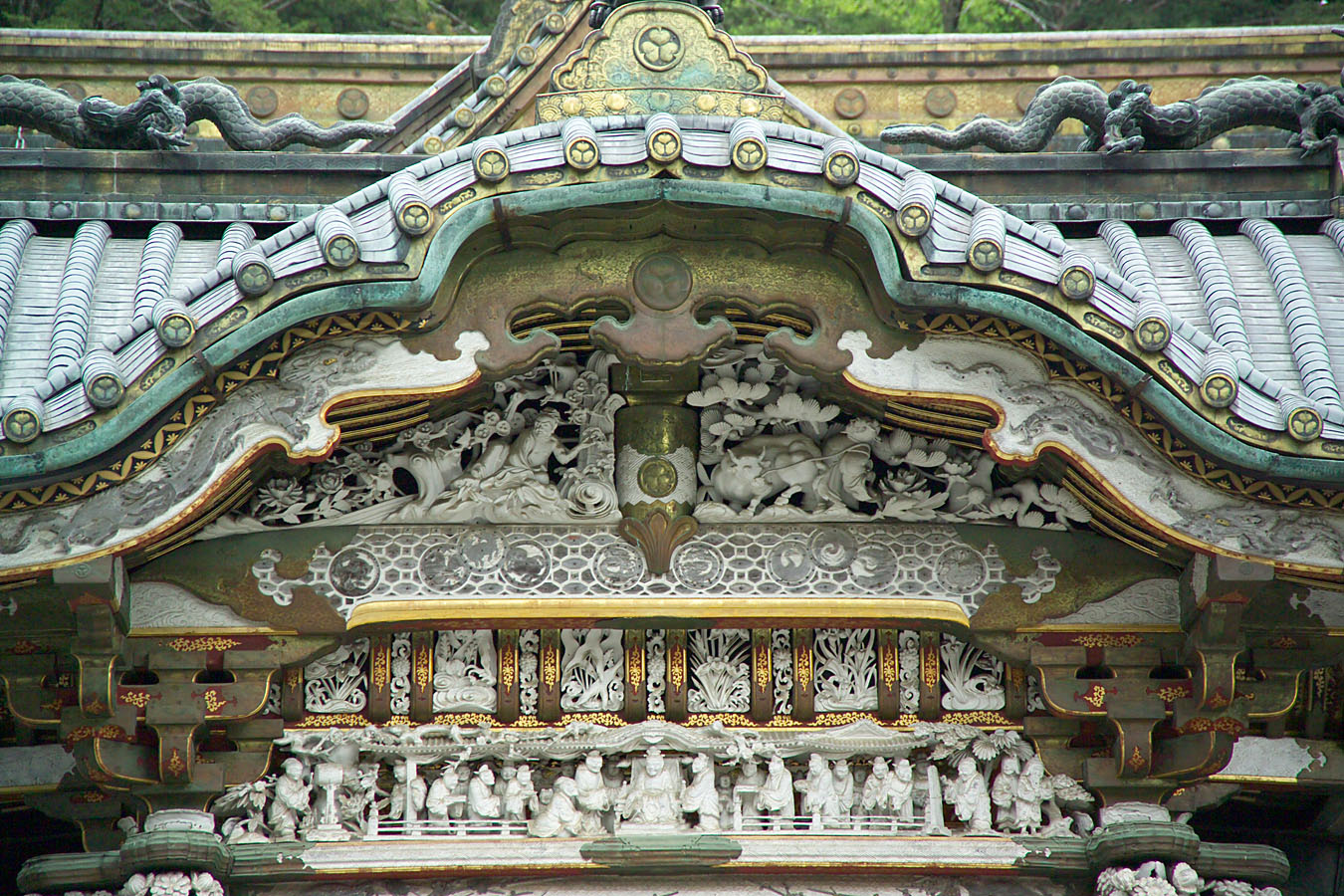
Decorazioni del Karamon (portale cinese)
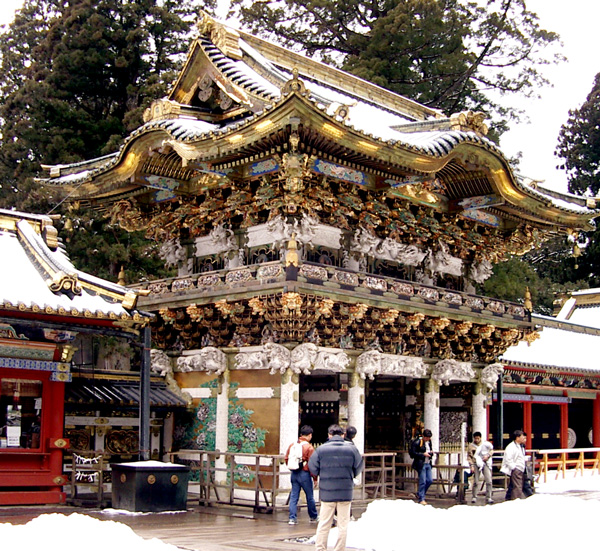
Un portale del santuario
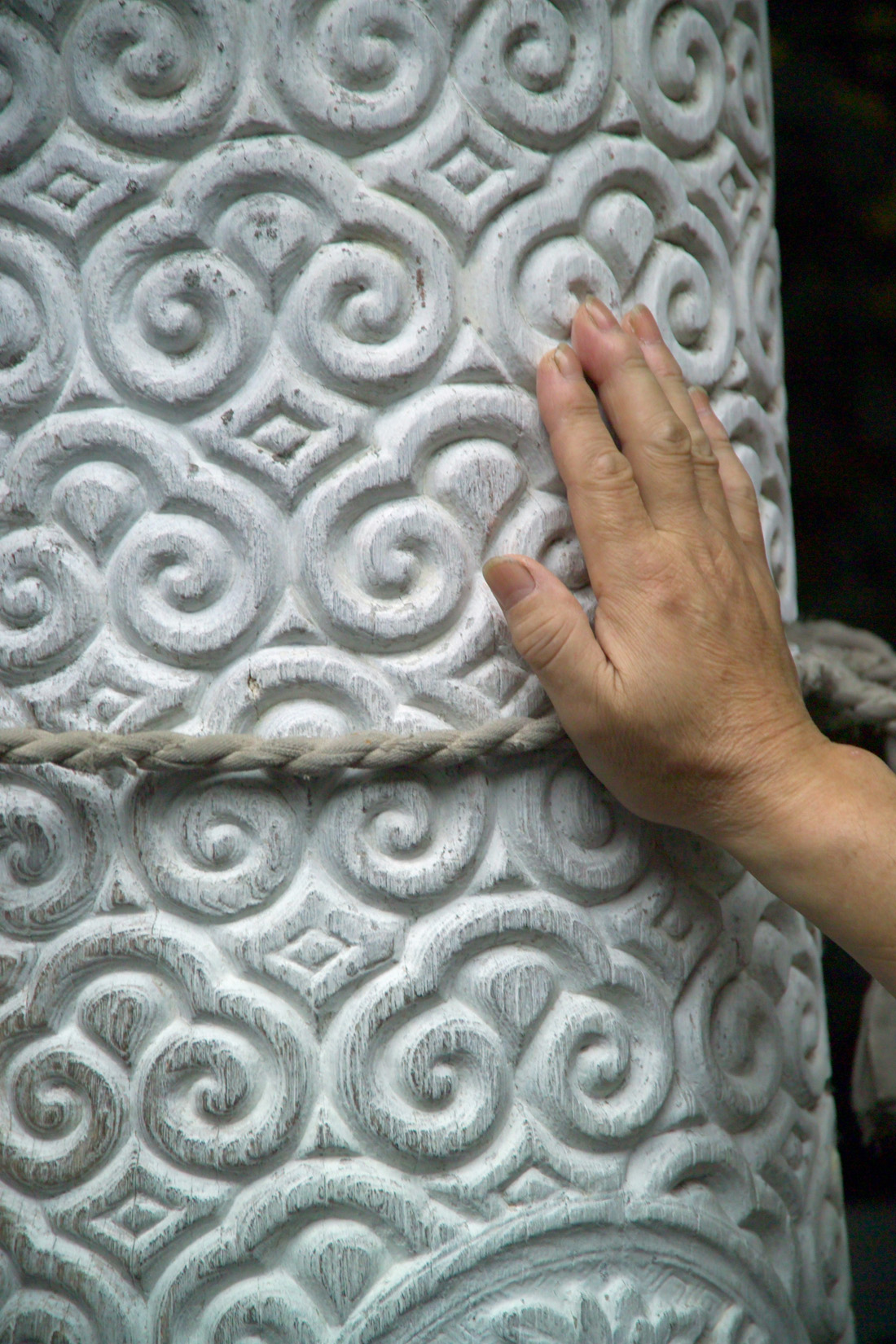
I fedeli toccano questo pilastro per ingraziarsi la fortuna